# Tubarão
Tubarão, amtlich portugiesisch Município de Tubarão, ist eine Stadt im Bundesstaat Santa Catarina in Brasilien. Sie liegt knapp 150 Kilometer südlich der Hauptstadt Florianópolis am Fluss Rio Tubarão, der weiter im Süden in der Hochebene Campo dos Padres im Serra-Geral-Bergland entspringt. Die Bevölkerung wurde zum 1. Juli 2021 auf 107.143 Einwohner geschätzt, die Tubaronenser genannt werden und auf einer Gemeindefläche von rund 301,5 km² leben.

## Geschichte
Tubarão wurde nach einem einheimischen Stammesführer namens Tubanharô benannt. Das Wort stammt aus der Sprache der Guaraní und bedeutet  wilder oder tapferer Vater. Der Name steht in keiner Verbindung zu dem portugiesischen Wort tubarão für Hai. 
Die erste Siedlung, aus welcher sich später die Stadt entwickelte, wurde 1773 von Soldaten auf halber Strecke zwischen Laguna und dem Hochland gegründet. Im 18. Jahrhundert wurde am Siedlungsrand Kohle entdeckt. Der Weiler wurde Haltepunkt für Treiber, die mit beladenen Maultieren Käse, Dörrfleisch und andere Produkten aus der Bergregion kamen. Die Ladung wurde durch Produkte ausgetauscht, wie Salz, getrockneter Fisch und Mehl mit Schiffen nach Laguna transportiert. 
1870 erließ der Präsident der Provinz Santa Catarina das Gesetz Nr. 635, mit dem das damalige Vila de Tubarão Stadtrechte erhielt und aus der Stadt Laguna ausgegliedert wurde. In den folgenden Jahren kamen italienische und deutsche Einwanderer in diese Region. Die Eisenbahnlinie der Ferrovia Tereza Cristina schloss den Ort 1884 ans Schienennetz an. Tubarão ist auch als Blue City bekannt. Es war der Schriftsteller, Politiker und Journalist Virgílio Várzea, der von der Schönheit des Flusses, dem verzauberten blauen Himmel und den Bergen schreib. Der gleiche Fluss, der den Dichter verzauberte, verursachte auch Tod und Zerstörung. Die Flutkatastrophe von 23. März 1974 hinterließ tiefe Spuren in der Geschichte der Region. Das Flusswasser hatte etwa 80 % des städtischen Gebietes überflutet. Die Flut hat 199 Todesopfer gekostet und etwa 45.000 Menschen obdachlos gemacht. Es war eine der schlimmsten Naturkatastrophen in Brasilien.
Die Stadt ist Zentrum der Metropolregion Tubarão, der 16 weitere Gemeinden der Umgebung angehören. 
Sie ist seit 1954 Bischofssitz des Bistums Tubarão und außerdem Sitz der Universität Universidade do Sul de Santa Catarina.
Die Stadt beherbergt das Eisenbahnmuseum Museu Ferroviário de Tubarão. In der näheren Umgebung erreicht man die Bäder der Termas da Guarda.
Durch Tubarão führt in Nordsüdrichtung die BR-101, die längste Bundesstraße Brasiliens.

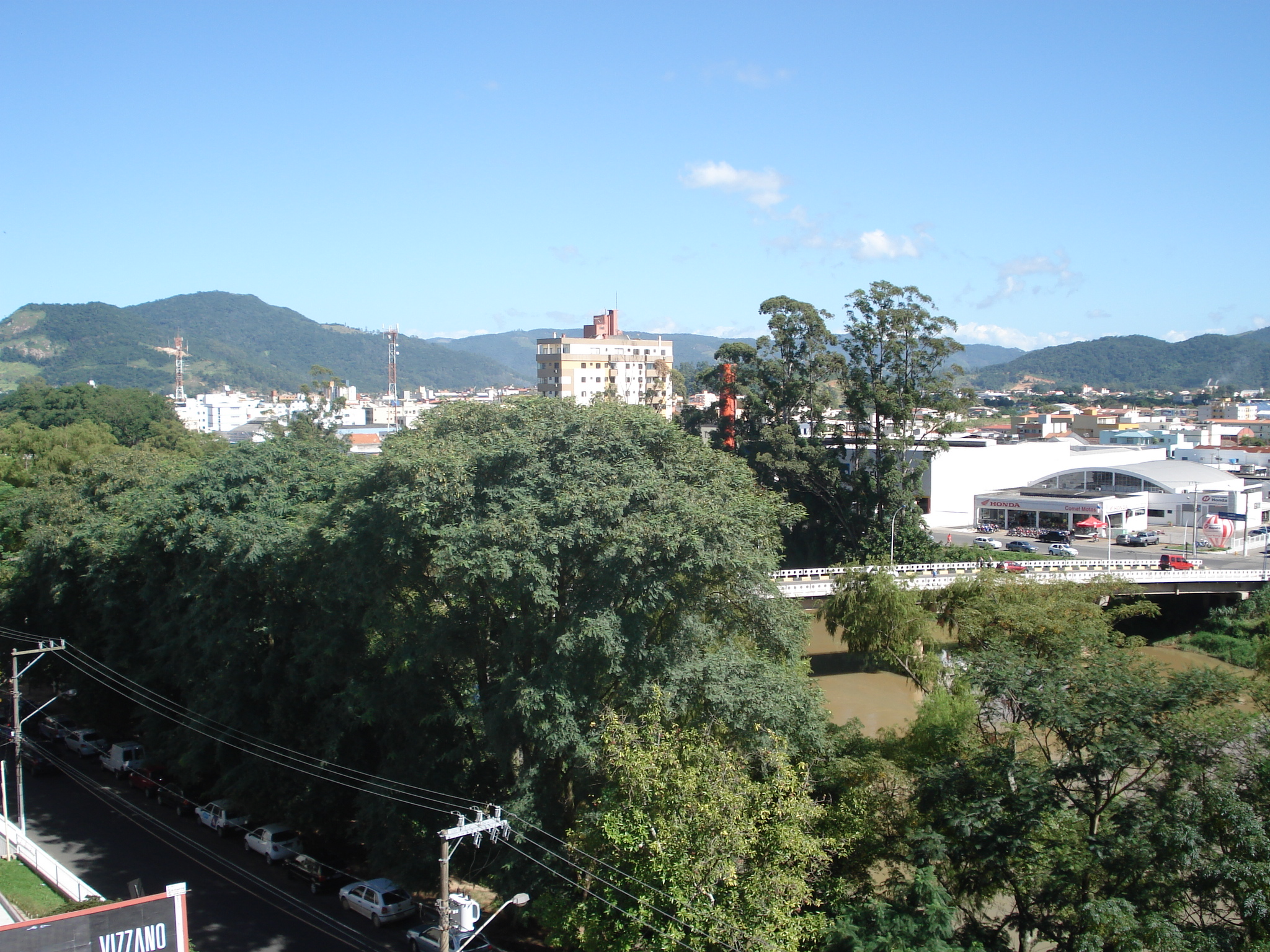
Tubarão
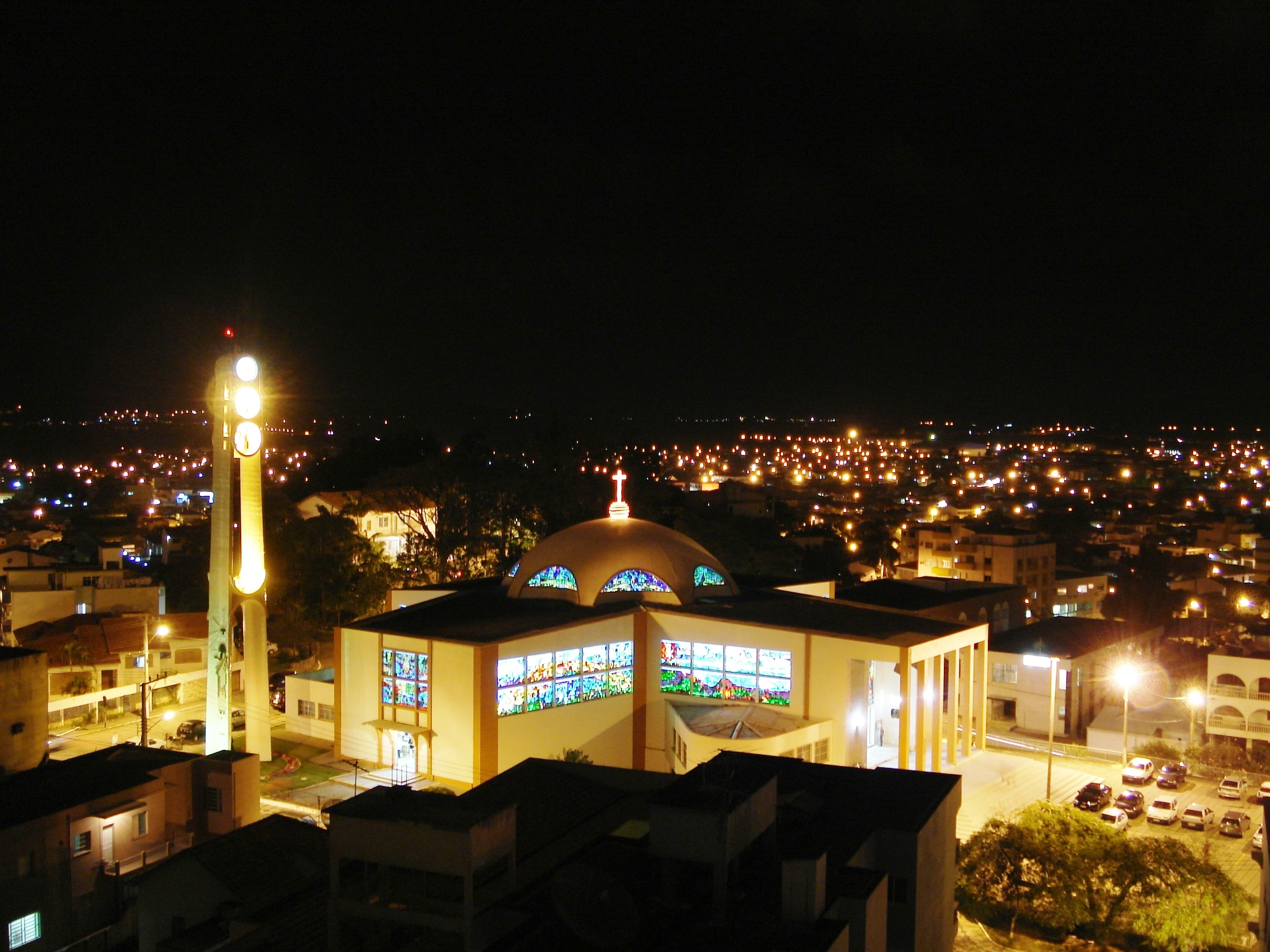
Kathedrale von Tubarão
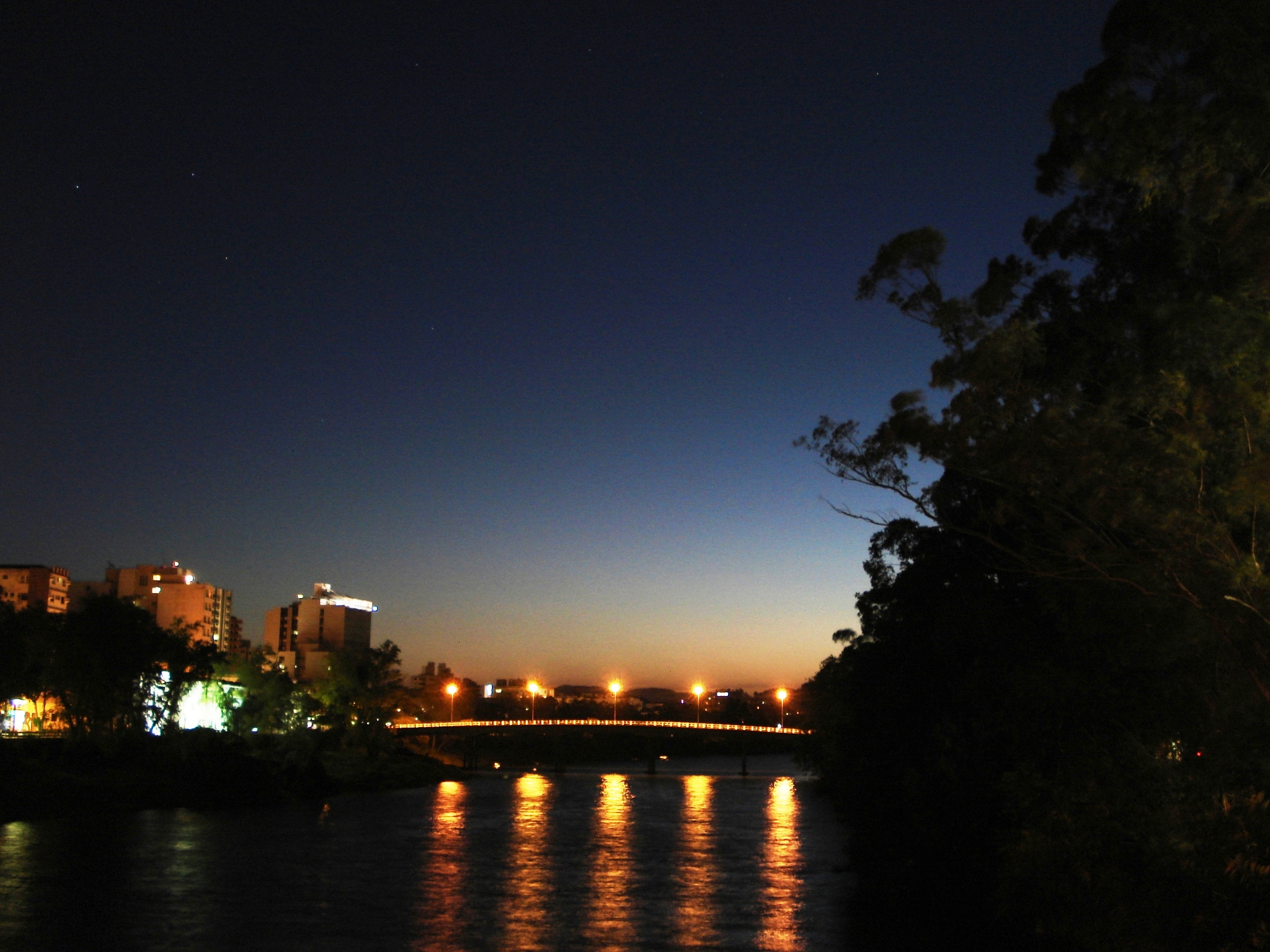
Abendstimmung über dem Zentrum

## Sport
Ältester Fußballverein ist der 1918 gegründete Hercílio Luz FC, dessen Lokalrivalen der 1992 gegründete und 2005 erloschene Tubarão FC sowie der 2005 gegründete CA Tubarão sind.

## Persönlichkeiten
- Walter Zumblick (1908–1989), deutschstämmiger Landeshistoriker
- Willy Zumblick (1913–2008), deutschstämmiger Maler
- Jacinto Bergmann (* 1951), Erzbischof von Pelotas, von 2004 bis 2009 Bischof von Tubarão
- Renan Bressan (* 1988), belarussischer Fußballspieler brasilianischer Herkunft
- Wilson Tadeu Jönck (* 1943), Erzbischof von Florianópolis, von 2010 bis 2011 Bischof von Tubarão
- Luiz Henrique Rosa (1938–1985), Sänger
- João Francisco Salm (* 1952), Bischof von Novo Hamburgo, von 2012 bis 2022 Bischof von Tubarão